# Base Aeronaval Punta Indio
Base Aeronaval Punta Indio är en flygbas i Argentina.   Den ligger i provinsen Buenos Aires, i den östra delen av landet, 130 kilometer sydost om huvudstaden Buenos Aires. Base Aeronaval Punta Indio ligger 17 meter över havet.